# Torre Costa
La Torre Costa és una obra eclèctica de Sentmenat (Vallès Occidental) inclosa a l'Inventari del Patrimoni Arquitectònic de Catalunya.

## Descripció
Habitatge unifamiliar d'una sola planta que presenta les característiques arquitectòniques d'un primer Modernisme, influenciat per un Neoclassicisme de final de segle xviii. Les cases unifamiliars de Sentmenat són un exemple de casa burgesa. Aquesta presenta elements decoratius sobreposats a la façana i segueix les tendències de l'època tot i buscar una singularitat de l'edifici.
En aquest tipus de cases construïdes amb les influències arquitectòniques del modernisme, apareixen elements neoclàssics i també d'ornamentació barroca, com és el casaquí. La decoració i l'ornamentació es troben en qualsevol punt de la façana i donen una imatge nostàlgica entre passat i present. A la façana hi ha la data de 1893.